# Bainbridgeïta-(YCe)
La bainbridgeïta-(YCe) és un mineral de la classe dels carbonats que pertany al grup de la mckelveyïta. Rep el nom en honor de Michael Bainbridge, fotògraf i col·leccionista de minerals d'Ontario (Canadà).

## Característiques
La bainbridgeïta-(YCe) és un carbonat de fórmula química Na₂Ba₂YCe(CO₃)₆(H₂O)₃. Va ser aprovada com a espècie vàlida per l'Associació Mineralògica Internacional l'any 2020, i publicada en el mes de febrer de 2024. Cristal·litza en el sistema triclínic. Es presenta en forma de cristalls hemimòrfics pseudotrigonals i pseudohexagonals que mostren un hàbit laminar, columnar, tabular, en forma de con, en forma de barril, en forma de plat o en forma de fus. Sovint formen agregats de creixements apilats o paral·lels, rosetes i grups de cristalls radiants. Els cristalls solen tenir una mida inferior a 1 mm.
L'exemplar que va servir per a determinar l'espècie, el que es coneix com a material tipus, es troba conservat a les col·leccions mineralògiques del Museu Canadenc de la Natura, al Quebec (Canadà), amb el número de catàleg: cmnmc 46324.

## Formació i jaciments
Va ser descoberta a la pedrera Poudrette, situada al mont Saint-Hilaire, dins el municipi regional de comtat de La Vallée-du-Richelieu, a Montérégie (Quebec, Canadà). Aquest indret és l'únic a tot el planeta on ha estat descrita aquesta espècie mineral.